# Климентина Иванова
Климентина Илиева Иванова е български филолог, старобългарист, текстолог. Професор е в СУ „Св. Климент Охридски“.

## Биография
Родена е на 13 февруари 1940 г. в София. Завършва Българска филология в Софийския държавен университет (1962). Докторант в Института за литература при БАН (1963-). В Института за литература работи повече от четвърт век (1969-1974, 1976-1995) – като литературен сътрудник (1969), научен сътрудник (1980), ст.н.с. II ст. (1986).
Кандидат на филологическите науки (днес – равно на „доктор“) с дисертация на тема „Агиографската продукция на Търновската книжовна школа“ (1980).
Доцент (1995) и професор в СУ „Св. Климент Охридски“ (2003), хабилитационен труд – „Bibliotheca Hagiographica Balcano-Slavica“.
Член на ред. колегия на „Кирило-Методиевска енциклопедия“.

## Награди
- Кирило-Методиевска награда на БАН (1978).

### Книги
- „Климент Охридски: Библиография 1878-1944“. София: АИ Марин Дринов, 1966, 58 с.
- „Български, сръбски и молдо-влахийски кирилски ръкописи в сбирката на М. П. Погодин“. София: АИ Марин Дринов, 1981, 576 с.
- „В началото бе книгата: Книга за старобългарските ръкописи“. София: Народна младеж, 1983, 191 с. (2. прераб. и разш. изд. – София: Ариадна, 2002).[2]
- „Патриарх Евтимий“. София: Народна просвета, 1986, 134 с.

### Съставителство и научна редакция
- Климент Охридски, „Събрани съчинения“. т. 2 / Обраб. Боню Ст. Ангелов, Куйо М. Куев, Христо Кодов, Климентина Иванова. София: БАН, 1977, 846 с.
- „Стара българска литература“: Т. 4. Житиеписни творби / Състав., ред., прев., науч. комент. Климентина Иванова. София: Бълг. писател, 1986, 687 с.
- „Българската литература и книжнина през XIII в.“ София: Български писател, 1987, 320 с. Прев. и комент. Климентина Иванова, с. 49-67, с. 205-230.
- Евтимий Търновски, патриарх, „Съчинения“ / Състав. [с послесл.] Климентина Илиева Иванова; Прев. [от старобълг.] Климентина Илиева Иванова, и др.; Встъп. студия от Калин Янакиев. София: Наука и изкуство, 1990, 304 с.
- Софроний Врачански, „Съчинения“. Т. 2. София: Български писател, 1992. Климентина Иванова. Бел., с. 393-500, с. 574-584.
- „Тържество на словото: Златният век на българската книжнина: Летописи, жития, богословие, риторика, поезия“ / Състав., ред., прев. от старобълг. и науч. комент. Климентина Иванова, Светлина Николова; Предг. Климентина Иванова. София: Агата-А, 1995, 328 с.
- „Кирило-Методиевска енциклопедия“. Т. 1-4. / Ред. кол. Боньо Ангелов и др. София: БАН, 1985-2003. (Други ред.: Д. Ангелов, Ст. Ваклинов, В. Вълчев, Ем. Георгиев, Л. Грашева, П. Динеков, Ек. Дограмаджиева, Ив. Дуйчев, Кл. Иванова, Хр. Кодов, Ст. Кожухаров, К. Куев, Ив. Леков, К. Мирчев, Д. Мирчева, Св. Николова.)

### За Климентина Иванова
- сп. „Старобългарска литература“, 33-34: Филологически изследвания в чест на Климентина Иванова за нейната 65-годишнина. / Ред. Лиляна Грашева и др. София: ИЦ Боян Пенев, 2006, 588 с.